# Chakuza
Peter Pangerl, ismertebb nevén Chakuza osztrák rapper, 1981. február 22-én született Ausztriában, Linzben. 2006-tól Berlinben él, és csatlakozott Bushido lemezkiadójához, az ersguterjunge-hoz.

## Diszkográfia

### Szóló
- 2006: Suchen & Zerstören
- 2006: Blackout  ( Bizzy Montana-val)
- 2007: City Cobra
- 2008: Unter der Sonne
- 2010: Monster In Mir

### Mixtape-k, samplerek és EP-k
- 2002: Überlegen - HipHop Connection Mixtape (CD)
- 2003: Verbale Systematik – Verbales Fadenkreuz (Crew-EP)
- 2003: Überlegen 2 - HipHop Connection Mixtape 2 (CD)
- 2005: Hoffnung - DJ Kitsune Mixtape – Victory Pt.2 (CD)
- 2006: ersguterjunge Sampler Vol. 1 - Nemesis
- 2006: ersguterjunge Sampler Vol. 2 - Vendetta
- 2007: ersguterjunge Sampler Vol. 3 - Alles Gute kommt von unten

### Kislemezek
- 2003: Headquarter Allstars - Headquarter Maxi (CD)
- 2006: Ich komme
- 2006: Macht was ihr wollt (Bizzy Montana-val)
- 2006: Vendetta - Bushido, Chakuza & Eko Fresh
- 2007: Geben und Nehmen - Nyze feat. Bushido & Chakuza (Internet-exkluzív)
- 2007: Eure Kinder (feat. Bushido)
- 2007: Sollten alle untergehen
- 2007: Alles Gute kommt von unten - Bushido, Kay One & Chakuza
- 2008: Unter der Sonne (feat. Bushido)
- 2008: Für das Volk - (Tarééc feat. Chakuza)

### További részvételek
- 2002: Überlegen - HipHop Connection Mixtape (CD)
- 2003: Headquarter Allstars - Headquarter Maxi (CD)
- 2003: Überlegen 2 - HipHop Connection Mixtape 2 (CD)
- 2005: Hoffnung - DJ Kitsune Mixtape – Victory Pt.2 (CD)
- 2006: Robin Hood Gang - D-Bo - Seelenblut (CD)
- 2006: Herz, Blut, Lunge (exkluzív) - Chakuza & Bizzy Montana a "DJ Kitsune - Victory 3"-on
- 2006: Az ersguterjunge Sampler Vol.2 - Vendetta-ban
- 2006: Der Bruchteil einer Minute - Bushido, Chakuza & Eko Fresh (ersguterjunge Sampler Vol.2 - Vendetta [Limited Edition])
- 2006: Mein Game - Bushido & Chakuza (DJ Tomekk Pres.: The Nexxt Generation)
- 2007: Schlägereimusik - Nyze feat. Chakuza a "Geben und Nehmen"-ben (Nyze)
- 2007: Doppel - XL - Siamak feat. Chakuza a "Liquor lifestyle mixtape volume 2"-on (Siamak)

### Egyéb
- 2006: Kein Ausweg - Bushido, Chakuza & Bizzy Montana (Juice exkluzív [CD #63])
- 2006: Beats for Sharpshooter & Ich denk an meine Liebsten a Sonnenbank Flavour-ben (Bushido)
- 2007: Was wollt ihr (Freetrack)
- 2008: Alarmsignal (mint Juice-Exclusive! a Juice-CD-n #86)
- 2008: Paparazzi Raf Camora feat. Chakuza (MySpace Exclusive)
- 2008: MySpace Exclusive Chakuza feat. Bizzy Montana
- 2009: Bitte Guck nicht (BF-Allstars 2,5) D-Bo feat. Raf Camora & Chakuza